# Prohierodula laticollis
Prohierodula laticollis es una especie de mantis de la familia Mantidae.

## Distribución geográfica
Se encuentra en Gabón, Camerún, Congo y en la  República Centroafricana.